# Acrapex brunnea
Acrapex brunnea  là một loài bướm đêm thuộc họ Noctuidae. Nó được tìm thấy ở Châu Phi, bao gồm Angola, Kenya và Nam Phi.
Sải cánh dài 20–30 mm.